# Mirococcopsis elongatus
Mirococcopsis elongatus är en insektsart som beskrevs av Borchsenius 1948. Mirococcopsis elongatus ingår i släktet Mirococcopsis och familjen ullsköldlöss.
Artens utbredningsområde är Ungern. Inga underarter finns listade i Catalogue of Life.